# Колдеру (Белуно)
Колдеру (итал. Colderù) је насеље у Италији у округу Белуно, региону Венето.
Према процени из 2011. у насељу је живело 111 становника. Насеље се налази на надморској висини од 453 м.